# Великобритания на летних Олимпийских играх 2000
Великобритания на летних Олимпийских играх 2000 была представлена 310 спортсменами. Последний раз сборная Великобритании получала больше 10 золотых медалей 80 лет назад на играх в Антверпене.

## Награды

### Золото
| Золото | |                                              |
| №      | Спортсмены | Вид спорта (дисциплина)                      |
| 1      | Джеймс Крекнелл Тим Фостер Мэтью Пинсент Стив Редгрейв                                                                       | Академическая гребля (четвёрка без рулевого) |
| 2      | Луи Аттрилл, Симон Деннис, Роули Дуглас, Лука Грубор, Бен Хант-Дэвис, Эндрю Линдсэй, Фред Скарлетт, Стив Трапмор, Киран Вест | Академическая гребля (восьмёрка)             |
| 3      | Одли Харрисон | Бокс (свыше 91 кг)                           |
| 4      | Джейсон Куилли | Велоспорт (1 км)                             |
| 5      | Джонатан Эдвардс | Лёгкая атлетика (тройной прыжок)             |
| 6      | Дениз Льюис | Лёгкая атлетика (семиборье)                  |
| 7      | Иан Перси | Парусный спорт (класс Финн)                  |
| 8      | Бен Эйнсли | Парусный спорт (класс Лазер)                 |
| 9      | Ширли Робертсон | Парусный спорт (класс Европа)                |
| 10     | Стефани Кук | Современное пятиборье (индивидуальные)       |
| 11     | Ричард Фолдс | Стрельба (дубль-трап)                        |

### Серебро
| Серебро |                                                             |                                        |
| №       | Спортсмены                                                  | Вид спорта (дисциплина)                |
| 1       | Гуин Баттен Мириам Баттен Кэтрин Грейнджер Джиллиан Линдсей | Академическая гребля (четвёрка парная) |
| 2       | Крис Хой Джейсон Куилли                                     | Велоспорт (Олимпийский спринт)         |
| 3       | Пол Рэтклифф                                                | Гребной слалом (Байдарка-одиночка)     |
| 4       | Кейт Хауи                                                   | Дзюдо (до 70 кг)                       |
| 5       | Жанетт Брейквелл Пиппа Фаннелл Лесли Лоу Ян Старк           | Конный спорт (троеборье)               |
| 6       | Стив Бэкли                                                  | Лёгкая атлетика (метание копья)        |
| 7       | Даррен Кэмпбелл                                             | Лёгкая атлетика (бег, 200 м)           |
| 8       | Иан Баркер Саймон Хискокс                                   | Парусный спорт (класс 49)              |
| 9       | Иан Уокер Марк Ковелл                                       | Парусный спорт (класс Европа)          |
| 10      | Ян Пил                                                      | Стрельба (трап)                        |

### Бронза
| Бронза |                                                                             |                                           |
| №      | Спортсмены                                                                  | Вид спорта (дисциплина)                   |
| 1      | Симон Арчер Джоанна Гуд                                                     | Бадминтон (микст)                         |
| 2      | Ивонн Макгрегор                                                             | Велоспорт (гонка преследования)           |
| 3      | Джонатан Клэй Роб Хэйлес Пол Маннинг Крис Ньютон Брайан Стил Бредли Уиггинс | Велоспорт (командная гонка преследования) |
| 4      | Тим Брэбентс                                                                | Гребля на байдарках и каноэ (1000 м, Б-1) |
| 5      | Кэтти Холмс                                                                 | Лёгкая атлетика (бег, 800 м)              |
| 6      | Катарин Мерри                                                               | Лёгкая атлетика (бег, 400 м)              |
| 7      | Кейт Алленби                                                                | Современное пятиборье (индивидуальные)    |

## Результаты соревнований

### Академическая гребля
В следующий раунд из каждого заезда проходили несколько лучших экипажей (в зависимости от дисциплины). В финал A выходили 6 сильнейших экипажей, остальные разыгрывали места в утешительных финалах B-D.
Мужчины
| Соревнование | Спортсмены              | Предварительный заезд | Предварительный заезд | Предварительный заезд | Отборочный заезд | Отборочный заезд | Отборочный заезд | Полуфинал     | Полуфинал     | Полуфинал     | Финал   | Финал   | Итоговое место |
| Соревнование | Спортсмены              | Заезд                 | Время                 | Место                 | Заезд            | Время            | Место            | Заезд         | Время         | Место         | Время   | Место   | Итоговое место |
| ------------ | ----------------------- | --------------------- | --------------------- | --------------------- | ---------------- | ---------------- | ---------------- | ------------- | ------------- | ------------- | ------- | ------- | -------------- |
| одиночки     | Мэтт Уэллс              | 1                     | 7:07,76               | 2                     | 1                | 7:08,19          | 1 Q              | Полуфинал A/B | Полуфинал A/B | Полуфинал A/B | Финал B | Финал B | 9              |
| одиночки     | Мэтт Уэллс              | 1                     | 7:07,76               | 2                     | 1                | 7:08,19          | 1 Q              | 1             | 7:09,68       | 5             | 7:00,22 | 3       | 9              |
| двойки       | Эдвард Куд Грегори Сирл | 3                     | 6:42,45               | 1 Q                   | не участвовали   | не участвовали   | не участвовали   | 1             | 6:31,08       | 2 Q           | Финал A | Финал A | 2              |
| двойки       | Эдвард Куд Грегори Сирл | 3                     | 6:42,45               | 1 Q                   | не участвовали   | не участвовали   | не участвовали   | 1             | 6:31,08       | 2 Q           | 6:34,38 | 2       | 2              |

### Велоспорт

#### Трековый велоспорт
Всего спортсменов — 4
После квалификации лучшие спортсмены по времени проходили в раунд на выбывание, где проводили заезды одновременно со своим соперником. Лучшие спортсмены по времени проходили в следующий раунд.
Мужчины
| Спортсмен                            | Соревнование                       | Квалификация | Квалификация | 1\4 финала               | 1\2 финала                      | Финал Матч за 3-е место          | Место |
| Спортсмен                            | Соревнование                       | Время        | Место        | Соперник Время           | Соперник Время                  | Соперник Время                   | Место |
| ------------------------------------ | ---------------------------------- | ------------ | ------------ | ------------------------ | ------------------------------- | -------------------------------- | ----- |
| Роберт Хейлс                         | Индивидуальная гонка преследования | 4:20,996     | 2            |                          | Йенс Леманн (GER) 4:30,080 пор. | Брэдли Макги (AUS) 4:19,613 пор. | 4     |
| Крис Хой Крэйг Маклин Джейсон Куэлли | командный спринт                   | 44,659       | 2            | Словакия · 44,517 · поб. |                                 | Франция · 44,680 · пор.          |       |

Победители определялись по результатам одного соревновательного дня. В гите победителей определяли по лучшему времени, показанному на определённой дистанции, а в гонке по очкам и мэдисоне по количеству набранных баллов.
Мужчины
| Спортсмен      | Соревнование | Результат     | Место |
| Спортсмен      | Соревнование | Время Очки    | Место |
| -------------- | ------------ | ------------- | ----- |
| Джейсон Куэлли | Гит с места  | 1:01,609 (OR) |       |

### Гимнастика

#### Спортивная гимнастика
Спортсменов — 6
Женщины
| Спортсмены                                                                  | Снаряд                | Квалификация | Квалификация | Финал     | Финал     |
| Спортсмены                                                                  | Снаряд                | Очки         | Место        | Очки      | Место     |
| --------------------------------------------------------------------------- | --------------------- | ------------ | ------------ | --------- | --------- |
| Келли Хэкмен                                                                | абсолютное первенство | 27,374       | 74           | Не прошла | Не прошла |
| Келли Хэкмен                                                                | вольные упражнения    | 8,900        | 61           | Не прошла | Не прошла |
| Келли Хэкмен                                                                | разновысокие брусья   | 9,262        | 56           | Не прошла | Не прошла |
| Келли Хэкмен                                                                | бревно                | 9,212        | 53           | Не прошла | Не прошла |
| Келли Хэкмен Лиза Мэйсон Анника Ридер Шарна Мюррей Паула Томас Эмма Уильямс | командное первенство  | 149,483      | 10           | Не прошли | Не прошли |

### Дзюдо
Спортсменов — 6
Соревнования по дзюдо проводились по системе на выбывание. В утешительные раунды попадали спортсмены, проигравшие полуфиналистам турнира. Два спортсмена, одержавших победу в утешительном раунде, в поединке за бронзу сражались с проигравшими в полуфинале.
Мужчины
| Спортсмен         | Категория | 1/32               | 1/16                                  | 1/8                                    | Четвертьфиналы       | Полуфиналы           | Первый доп. раунд                  | Утешительный четвертьфинал | Утешительный полуфинал | За 3 место Финал     | Место |
| Спортсмен         | Категория | Соперник Результат | Соперник Результат                    | Соперник Результат                     | Соперник Результат   | Соперник Результат   | Соперник Результат                 | Соперник Результат         | Соперник Результат     | Соперник Результат   | Место |
| ----------------- | --------- | ------------------ | ------------------------------------- | -------------------------------------- | -------------------- | -------------------- | ---------------------------------- | -------------------------- | ---------------------- | -------------------- | ----- |
| Дэвид Соммервилль | до 66 кг  | Не участвовал      | Мигель Мендоса (ESA) поб. 1000 — 0000 | Ларби Бенбудауд (FRA) пор. 0001 — 0040 | Завершил выступление | Завершил выступление | Хан Джихван (KOR) пор. 0000 — 1001 | Завершил выступление       | Завершил выступление   | Завершил выступление | 13    |

| Соревнование | Спортсмены    | Первый раунд       | Второй раунд                  | 1/8 финала                      | Четвертьфинал        | Полуфинал            | Финал                | Место |
| Соревнование | Спортсмены    | Соперник Результат | Соперник Результат            | Соперник Результат              | Соперник Результат   | Соперник Результат   | Соперник Результат   | Место |
| ------------ | ------------- | ------------------ | ----------------------------- | ------------------------------- | -------------------- | -------------------- | -------------------- | ----- |
| до 60 кг     | Джон Бьюкенен | Не участвовал      | О. Пеньяс (ESP) П 0010 — 0110 | Завершил выступление            | Завершил выступление | Завершил выступление | Завершил выступление | —     |
| до 73 кг     | Грэм Рэндолл  | Не участвовал      | А. Арус (TUN) В 1000 — 0000   | К. Сарихани (IRI) П 0013 — 0200 | Завершил выступление | Завершил выступление | Завершил выступление | —     |

Женщины
| Спортсмен     | Категория | 1/16                                    | 1/8                                     | Четвертьфиналы        | Полуфиналы            | Первый доп. раунд  | Утешительный четвертьфинал            | Утешительный полуфинал | За 3 место Финал      | Место |
| Спортсмен     | Категория | Соперник Результат                      | Соперник Результат                      | Соперник Результат    | Соперник Результат    | Соперник Результат | Соперник Результат                    | Соперник Результат     | Соперник Результат    | Место |
| ------------- | --------- | --------------------------------------- | --------------------------------------- | --------------------- | --------------------- | ------------------ | ------------------------------------- | ---------------------- | --------------------- | ----- |
| Виктория Данн | до 48 кг  | Наталья Кулигина (KGZ) поб. 0011 — 0002 | Любовь Брулетова (RUS) пор. 0000 — 1000 | Завершила выступление | Завершила выступление |                    | Амарилис Савон (CUB) пор. 0000 — 0221 | Завершила выступление  | Завершила выступление | 9     |

| Соревнование | Спортсмены    | Первый раунд       | 1/8 финала                      | Четвертьфинал                       | Полуфинал             | Финал                 | Место |
| Соревнование | Спортсмены    | Соперник Результат | Соперник Результат              | Соперник Результат                  | Соперник Результат    | Соперник Результат    | Место |
| ------------ | ------------- | ------------------ | ------------------------------- | ----------------------------------- | --------------------- | --------------------- | ----- |
| до 57 кг     | Шерил Пил     | Не участвовала     | К. Кусакабэ (JPN) П 0010 — 0220 | Завершила выступление               | Завершила выступление | Завершила выступление | —     |
| до 63 кг     | Карен Робертс | Не участвовала     | К. Родригес (CUB) В 0001 — 0000 | А. фон Рековски (GER) П 0000 — 0000 | Завершила выступление | Завершила выступление | 9     |
| до 63 кг     | Карен Робертс | Не участвовала     | К. Родригес (CUB) В 0001 — 0000 | Утешительный турнир                 | Завершила выступление | Завершила выступление | 9     |
| до 63 кг     | Карен Робертс | Не участвовала     | К. Родригес (CUB) В 0001 — 0000 | С. Дахри (TUN) П 0000 — 1010        | Завершила выступление | Завершила выступление | 9     |

### Плавание
Спортсменов — 18
В следующий раунд на каждой дистанции проходили лучшие спортсмены по времени, независимо от места занятого в своём заплыве.
Мужчины
| Спортсмен                                      | Соревнование          | Предварительные заплывы | Предварительные заплывы | Полуфиналы | Полуфиналы | Финал     | Финал     |
| Спортсмен                                      | Соревнование          | Результат               | Место                   | Результат  | Место      | Результат | Место     |
| ---------------------------------------------- | --------------------- | ----------------------- | ----------------------- | ---------- | ---------- | --------- | --------- |
| Пол Палмер                                     | 200 м вольный стиль   | 1:49,83                 | 11                      | 1:48,79    | 8          | 1:47,95   | 5         |
| Джеймс Салтер                                  | 200 м вольный стиль   | 1:48,77                 | 6                       | 1:48,64    | 6          | 1:48,74   | 6         |
| Пол Палмер                                     | 400 м вольный стиль   | 3:51,06                 | 10                      |            |            | Не прошёл | Не прошёл |
| Джеймс Салтер                                  | 400 м вольный стиль   | 3:52,01                 | 13                      |            |            | Не прошёл | Не прошёл |
| Адам Раквуд                                    | 100 м на спине        | 56,19                   | 16                      | 56,34      | 16         | Не прошёл | Не прошёл |
| Даррен Мью                                     | 100 м брасс           | 1:02,42                 | 15                      | 1:01,98    | 14         | Не прошёл | Не прошёл |
| Адам Уайтхэд                                   | 100 м брасс           | 1:02,91                 | 23                      | Не прошёл  | Не прошёл  | Не прошёл | Не прошёл |
| Симон Милитис                                  | 400 м комплекс        | 4:24,38                 | 24                      |            |            | Не прошёл | Не прошёл |
| Пол Белк Сион Бринн Энтони Ховард Марк Стивенс | 4х100 м вольный стиль | 3:20,45                 | 9                       |            |            | Не прошли | Не прошли |

Женщины
| Спортсменка                                              | Соревнование          | Предварительные заплывы | Предварительные заплывы | Полуфиналы | Полуфиналы | Финал     | Финал     |
| Спортсменка                                              | Соревнование          | Результат               | Место                   | Результат  | Место      | Результат | Место     |
| -------------------------------------------------------- | --------------------- | ----------------------- | ----------------------- | ---------- | ---------- | --------- | --------- |
| Маргарет Педдер                                          | 100 м баттерфляем     | 1:01,53                 | 30                      | Не прошла  | Не прошла  | Не прошла | Не прошла |
| Кейти Секстон                                            | 100 м на спине        | 1:02,67                 | 11                      | 1:02,35    | 10         | Не прошла | Не прошла |
| Сара Прайс                                               | 100 м на спине        | 1:03,22                 | 21                      | Не прошла  | Не прошла  | Не прошла | Не прошла |
| Хейди Ирп                                                | 100 м брасс           | 1:10,56                 | 20                      | Не прошла  | Не прошла  | Не прошла | Не прошла |
| Карен Пикеринг Элисон Шеппард Росалина Бретт Сюзан Рольф | 4х100 м вольный стиль | 3:42,47                 | 3                       |            |            | 3:40,54   | 5         |

### Прыжки в воду
Спортсменов — 8
В индивидуальных прыжках в предварительных раундах складывались результаты квалификации и полуфинальных прыжков. По их результатам в финал проходило 12 спортсменов. В финале они начинали с результатами полуфинальных прыжков.
В синхронных прыжках спортсмены стартовали сразу с финальных прыжков
Мужчины
| Спортсмен                   | Соревнование        | Квалификация | Квалификация | Полуфинал | Полуфинал | Всего     | Финал     | Финал     | Всего  | Место |
| Спортсмен                   | Соревнование        | Очков        | Место        | Очков     | Место     | Всего     | Очков     | Место     | Всего  | Место |
| --------------------------- | ------------------- | ------------ | ------------ | --------- | --------- | --------- | --------- | --------- | ------ | ----- |
| Тони Алли                   | трамплин            | 393,36       | 10           | 206,25    | 15        | 599,61    | 377,55    | 12        | 583,80 | 12    |
| Марк Шипман                 | трамплин            | 285,90       | 46           | Не прошёл | Не прошёл | Не прошёл | Не прошёл | Не прошёл | 285,90 | 46    |
| Леон Тэйлор                 | вышка               | 399,90       | 16           | 185,91    | 8         | 585,81    | Не прошёл | Не прошёл | 585,81 | 13    |
| Питер Уотерфилд             | вышка               | 317,31       | 33           | Не прошёл | Не прошёл | Не прошёл | Не прошёл | Не прошёл | 317,31 | 33    |
| Тони Алли Марк Шипман       | синхронный трамплин |              |              |           |           |           |           |           | 296,64 | 7     |
| Леон Тэйлор Питер Уотерфилд | синхронная вышка    |              |              |           |           |           |           |           | 335,34 | 4     |

Женщины
| Спортсмен    | Соревнование | Квалификация | Квалификация | Полуфинал | Полуфинал | Всего     | Финал     | Финал     | Всего  | Место |
| Спортсмен    | Соревнование | Очков        | Место        | Очков     | Место     | Всего     | Очков     | Место     | Всего  | Место |
| ------------ | ------------ | ------------ | ------------ | --------- | --------- | --------- | --------- | --------- | ------ | ----- |
| Джейн Смит   | трамплин     | 269,22       | 14           | 207,90    | 17        | 477,12    | Не прошла | Не прошла | 477,12 | 16    |
| Карен Смит   | трамплин     | 224,58       | 31           | Не прошла | Не прошла | Не прошла | Не прошла | Не прошла | 224,58 | 31    |
| Салли Фриман | вышка        | 256,17       | 25           | Не прошла | Не прошла | Не прошла | Не прошла | Не прошла | 256,17 | 25    |
| Лесли Уорд   | вышка        | 238,65       | 28           | Не прошла | Не прошла | Не прошла | Не прошла | Не прошла | 238,65 | 28    |

### Стрельба
Всего спортсменов — 2
После квалификации лучшие спортсмены по очкам проходили в финал, где продолжали с очками, набранными в квалификации. В некоторых дисциплинах квалификация не проводилась. Там спортсмены выявляли сильнейшего в один раунд.
Мужчины
| Спортсмен   | Соревнование | Квалификация | Место | Финал     | Место     | Всего | Место |
| ----------- | ------------ | ------------ | ----- | --------- | --------- | ----- | ----- |
| Йен Пил     | Трап         | 118          | 2     | 24        | 2         | 142   |       |
| Питер Боден | Трап         | 108          | 26    | Не прошёл | Не прошёл | 108   | 26    |

### Триатлон
Спортсменов — 6
Триатлон дебютировал в программе летних Олимпийских игр. Соревнования состояли из 3 этапов — плавание (1,5 км), велоспорт (40 км), бег (10 км).
Мужчины
| Спортсмен     | Соревнование      | Плавание | Велоспорт | Бег      | Итоговое время | Место | Отставание |
| ------------- | ----------------- | -------- | --------- | -------- | -------------- | ----- | ---------- |
| Симон Лессинг | личное первенство | 17:44,79 | 59:39,60  | 31:59,93 | 1:49:24,32     | 9     | +01:00,30  |
| Тимоти Дон    | личное первенство | 18:00,59 | 59:31,11  | 31:57,15 | 1:49:28,85     | 10    | +01:04,83  |
| Эндрю Джонс   | личное первенство | 18:15,69 | DNF       | DNF      | DNF            | —     | —          |

Женщины
| Спортсмен         | Соревнование      | Плавание | Велоспорт  | Бег      | Итоговое время | Место | Отставание |
| ----------------- | ----------------- | -------- | ---------- | -------- | -------------- | ----- | ---------- |
| Стефани Форрестер | личное первенство | 21:12,18 | 1:08:20,90 | 34:23,03 | 2:03:56,11     | 15    | +03:15,59  |
| Сиан Брайс        | личное первенство | 20:26,78 | DNF        | DNF      | DNF            | —     | —          |
| Мишелль Диллон    | личное первенство | 21:01,08 | DNF        | DNF      | DNF            | —     | —          |

### Тхэквондо
Спортсменов — 1
Женщины
| Соревнование | Спортсмены     | 1/8 финала                       | Четвертьфинал            | Полуфинал                          | Финал                        | Место |
| Соревнование | Спортсмены     | Соперник Результат               | Соперник Результат       | Соперник Результат                 | Соперник Результат           | Место |
| ------------ | -------------- | -------------------------------- | ------------------------ | ---------------------------------- | ---------------------------- | ----- |
| до 67 кг     | Сара Стивенсон | Моника дель Реаль (MEX) поб. 8:4 | Хэ Люминь (CHN) поб. 6:5 | Труде Гундерсен (NOR) пор. 2:2+    |                              | 4     |
| до 67 кг     | Сара Стивенсон | Моника дель Реаль (MEX) поб. 8:4 | Хэ Люминь (CHN) поб. 6:5 | За 3-е место                       |                              | 4     |
| до 67 кг     | Сара Стивенсон | Моника дель Реаль (MEX) поб. 8:4 | Хэ Люминь (CHN) поб. 6:5 | Кирсимарья Коскинен (FIN) поб. 7:4 | Ёрико Окамото (JPN) пор. 5:6 | 4     |